# Leiognathus daura
Leiognathus daura är en fiskart som först beskrevs av Georges Cuvier 1829.  Leiognathus daura ingår i släktet Leiognathus och familjen Leiognathidae. Inga underarter finns listade i Catalogue of Life.